# Acer pseudoplatanus
Acer pseudoplatanus là một loài thực vật có hoa thuộc chi Phong, họ Bồ hòn. Loài này được Carl von Linné mô tả khoa học đầu tiên năm 1753.

## Hình ảnh

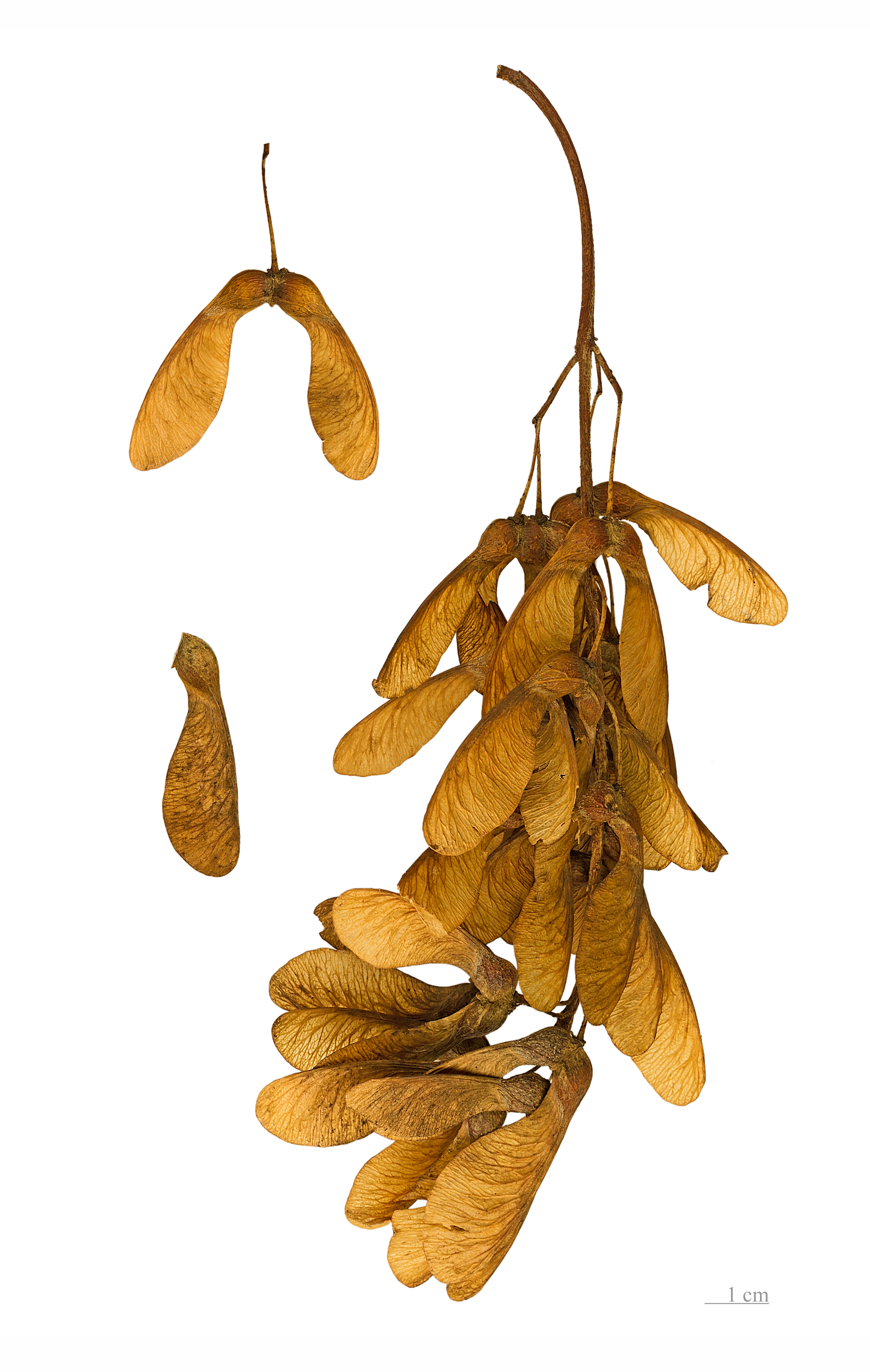
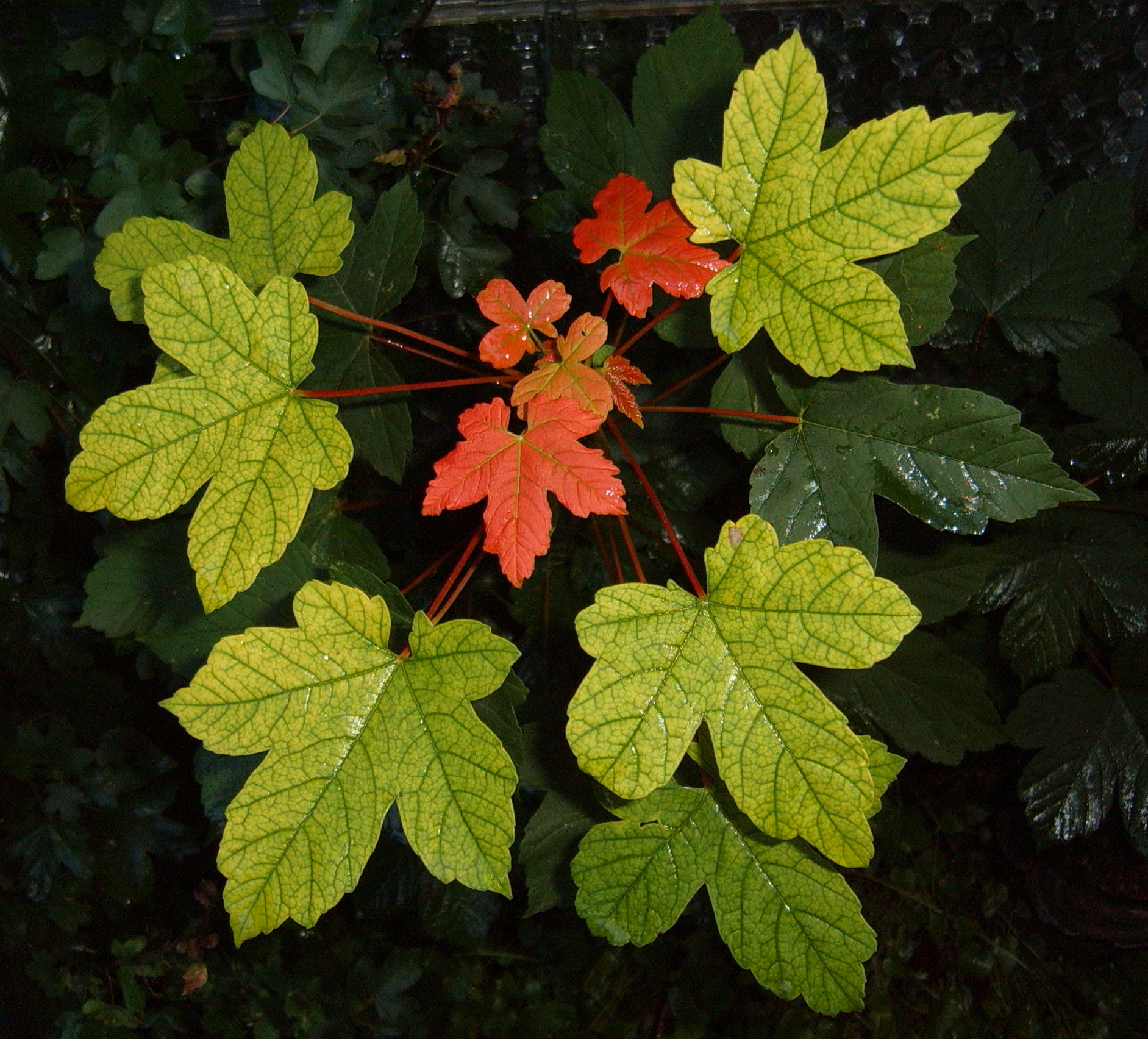
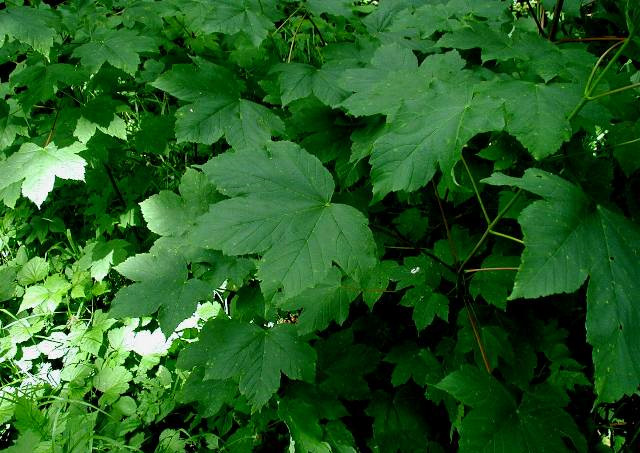
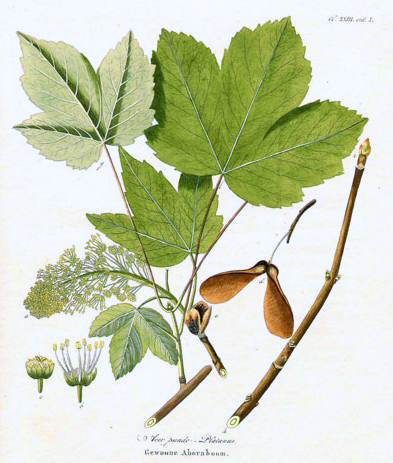